# مالیه مایاچکی
مالیه مایاچکی (انگلیسی: Malye Mayachki) یک شهرک در بخش پروخوروفسکی استان بلگورود کشور روسیه است.